# Яблоневое (Житомирская область)
Яблоневое (укр. Яблуневе) — село, входит в Новоград-Волынский район Житомирской области Украины.
Население по переписи 2001 года составляло 48 человек. Почтовый индекс — 11716. Телефонный код — 4141. Занимает площадь 0,348 км².
18 марта 2010 г. преобразовано из посёлка в село.

## Местный совет
11744, Житомирська обл., Новоград-Волинський р-н, с. Нова Романівка, вул. Рад,21, тел. 67-623  (укр.)